# Hagai (carte)
Hagai este o scurtă carte din Vechiul Testament. Este datată în jurul anului 520 î.Hr., înainte ca Templul din Ierusalim să fie reconstruit. Conform primului verset în anul al doilea al împăratului Darius, în ziua întâi a lunii a șasea, cuvântul Domnului a vorbit prin prorocul Hagai către Zorobabel, fiul lui Șealtiel, dregătorul lui Iuda, și către Iosua, fiul lui Ioțadac, marele preot.
Termenul Hagai în ebraică înseamnă Sărbătorile mele.